# Luobusa
Luobusa (kinesiska: 罗布萨, 罗布萨镇) är en köping i Kina. Den ligger i den autonoma regionen Tibet, i den sydvästra delen av landet, omkring 110 kilometer sydost om regionhuvudstaden Lhasa.
Genomsnittlig årsnederbörd är 959 millimeter. Den regnigaste månaden är juli, med i genomsnitt 290 mm nederbörd, och den torraste är november, med 2 mm nederbörd.